# Джиммі Джонс
Джиммі Джонс (англ. James "Jimmy" Jones; 25 липня 1928 — 13 лютого 2014) — північноірландський футболіст, нападник. Найкращий бомбардир в історії Ірландської ліги. Всього за кар'єру забив 646 голів.

## Біографічні відомості
Народився у родині сержанта поліції Томаса Джонса і його дружини Еллени (уродженої Вілсон). Навчався в початковій школі Керріка і технічному коледжі Лургана. Працював механіком.
У першому повоєнному сезоні дебютував у складі «Белфаст Селтік». Став чемпіоном і кращим бомбардиром ліги. Всього у першому сезоні відзначився 62 забитими м'ячами. У міжсезоння клуб відхилив пропозицію про перехід у «Ньюкасл Юнайтед» за 16000 фунтів стерлінгів. Наприкінці матчу з «Лінфілдом» 26 грудня 1948 року вболівальники суперників вибігли на поле і зламали йому ногу. З початку другого сезону він забив 33 голи, у тому числі у першості — 12 у 7 іграх. По завершенні сезону «Селтік» залишив лігу і незабаром був розформований.
Після операції і тривалого лікування Джонс грав за команду «Ларн» у регіональній лізі. Влітку 1950 року став гравцем англійського «Фулгема», але протягом всього сезону не зіграв жодного офіційного матчу за лондонський клуб.
1951 року приєднався до «Гленавона» де провів 11 років і став клубною легендою. Команда з Лургана стала першим провінційним клубом — чемпіоном Північної Ірландії. Джиммі Джонс п'ять разів ставав найрезультативнішим гравцем першості. У сезоні 1956/1957 забив 74 голи у всіх змаганнях. Всього вражав ворота суперників «Гленавона» 517 разів у 447 іграх.
Завершував виступи в «Портадауні», «Бангорі» і «Ньюрі Сіті» (другий дивізіон). У кожному з цих клубів провів по одному сезону. Протягом своєї ігрової кар'єри забив 646 голів. У єврокубках провів шість матчів. Один з двох голів забив майбутньому чемпіону світу Гордону Бенксу. Має найкращий показник у першості Північної Ірландії — 332 забиті м'ячі.
За збірну Північної Ірландії провів три матчі у домашніх чемпіонатах Великої Британії. У дебютному відзначився голом команді Уельсу. Також грав за збірну ірландської ліги (19 матчів, 11 голів). Зокрема, Джонс забив три м'ячі у ворота команди Футбольної ліги. Гра проходила на стадіоні «Віндзор Парк» і завершилася перемогою з рахунком 5:3 (1953 рік).

## Досягнення
- Чемпіон Північної Ірландії (4): 1948, 1952, 1957, 1960
- Володар кубка Північної Ірландії (3): 1957, 1959, 1961
- Володар кубка Белфаста (5): 1948, 1949, 1955, 1956, 1961
- Володар Золотого кубка (3): 1948, 1954, 1956
- Володар кубка Ольстера (2): 1955, 1959
- Найкращий бомбардир чемпіонату (6): 1948 (25), 1952 (29), 1954 (32), 1956 (27), 1957 (33), 1960 (28)